# Ayen
 Ayen  (en occitano Aient) es una comuna y población de Francia, en la región de Lemosín, departamento de Corrèze, en el distrito de Brive-la-Gaillarde. Es la cabecera del cantón de su nombre, aunque varias comunas la superan en población.
Su población en el censo de 2008 era de 701 habitantes.
No está integrada en ninguna Communauté de communes.

## Demografía
| 906 | 847 | 761 | 733 | 654 | 704 | 682 | 623 | 701 |
| Para los censos de 1962 a 1999 la población legal corresponde a la población sin duplicidades (Fuente: INSEE [Consultar]) |     |     |     |     |     |     |     |     |